# Merveille Bokadi
Merveille Bope Bokadi (Kinshasa, 21 de maio de 1992) é um futebolista profissional congolês que atua como defensor.

## Carreira
Issama Mpeko representou o elenco da Seleção da República Democrática do Congo de Futebol no Campeonato Africano das Nações de 2017.